# Теплинка (Астраханская область)
Теплинка — упразднённое село в Красноярском районе Астраханской области России. Входило в состав Ватаженского сельсовета. Исключено из учётных данных в 1998 г.

## География
Село располагалось в Волго-Ахтубинской пойме, на ерике Альча, на границе с Республикой Казахстан, в 15 км к северо-востоку от села Карсный Яр, административного центра района.
Климат умеренный, резко континентальный. Характеризуется высокими температурами летом и низкими — зимой, малым количеством осадков, а также большими годовыми и летними суточными амплитудами температуры воздуха.

## История
После революции 1917 года являлось центром Теплинского сельсовета Теплинской волости Красноярского уезда. С июля 1925 года в составе Красноярского района. В июле 1954 года Теплинский сельсовет был упразднен и село вошел в состав Ватаженского сельсовета. Исключен из учётных данных законом Астраханского облсобрания от 18 мая 1998 года № 17.